# アズマー・ネルソン
アズマー・ネルソン（Azumah Nelson、1958年9月19日 - ）は、ガーナのプロボクサー。アクラ出身。身長165cm。元WBC世界フェザー級王者。元WBC世界スーパーフェザー級王者。世界2階級制覇王者。
歴代軽量級ボクサーの中で、最強の呼び声が高いボクサーの1人。抜群の身体能力を活かした強打とスピードだけではなく、堅実なテクニックを兼ね備えたコンプリートファイターでウィルフレド・ゴメス、ジェフ・フェネックら、ボクシング界に名を残す強豪を次々に打ち破っていった。当初は大振りなパンチを振るうことから「アフリカの野生児」と呼ばれていたが、キャリアを重ねるにつれ、細かいテクニックを習得している。さらに、アフリカ系ボクサーは享楽的短命な王者が多いとされる中でも、かなりの頭脳派であり、素質に溺れることなく、普段から自己節制と練習を怠らなかったことから、周囲から尊敬を込めて「プロフェッサー」（教授）の異名をとった。

## 来歴
1979年12月1日、プロデビュー。
1980年3月3日、3戦目でガーナフェザー級王座を獲得した。
1981年9月26日、10戦目で英連邦フェザー級王座を獲得した。
1982年7月21日、14戦目でWBC世界フェザー級王者サルバドル・サンチェスに挑戦。15回TKO負けで王座獲得に失敗するとともに、キャリア初黒星となった。サンチェスは8月12日に自動車事故により死去したため、最後の対戦相手となった。
1984年12月8日、21戦目でWBC世界フェザー級王者ウイルフレド・ゴメスに挑戦し、11回KO勝ちで世界王座を獲得した。
1986年2月25日、フェザー級王座防衛戦でマルコス・ビジャサナと対戦し、12回判定勝ちで3度目の防衛に成功した。1987年8月29日、ビジャサナと再戦し、12回判定勝ちで6度目の防衛に成功した。その後、同王座は返上した。
1988年2月29日、1階級上のWBC世界ジュニアライト級王座決定戦でマリオ・マルチネスと対戦し、12回判定勝ちで2階級制覇に成功した。
1989年11月5日、ジュニアライト級王座防衛戦でジム・マクドナルと対戦し、12回KO勝ちで4度目の防衛に成功した。
1990年5月19日、ジュニアライト級王座を保持したまま、1階級上のWBC世界ライト級王者パーネル・ウィテカーに挑戦し、12回判定負けで3階級制覇に失敗した。
1990年10月13日、ジュニアライト級王座防衛戦でファン・ラポルテと対戦し、12回判定勝ちで5度目の防衛に成功した。
1991年6月28日、ジュニアライト級王座防衛戦でジェフ・フェネックと対戦し、12回判定ドローで6度目の防衛に成功した。1992年3月1日、フェネックと再戦し、8回TKO勝ちで7度目の防衛に成功した。
1992年11月7日、ジュニアライト級王座防衛戦でカルビン・グローブと対戦し、12回判定勝ちで8度目の防衛に成功した。1993年2月20日、ガブリエル・ルエラスと対戦し、12回判定勝ちで9度目の防衛に成功した。
1993年9月10日、ジュニアライト級王座防衛戦でジェシー・ジェームズ・レイハと対戦し、12回判定ドローで10度目の防衛に成功した。1994年5月7日、11度目の防衛戦でレイハと再戦し、12回判定負けで王座から陥落した。
1995年12月1日、WBC世界ジュニアライト級王座戦で、レイハから奪取したガブリエル・ルエラスに挑戦し、5回TKO勝ちで王座に返り咲いた。
1996年6月1日、ジュニアライト級王座防衛戦でラバーマッチとなったレイハと対戦し、6回TKO勝ちで初防衛に成功した。
1997年3月22日、2度目の防衛戦でヘナロ・エルナンデスと対戦し、12回判定負けで王座から陥落した。
1998年7月11日、IBA世界ライト級王座決定戦で4度目の対戦となったレイハと対戦し、12回判定負け。レイハとは1勝2敗1分けとなった。この試合を最後に引退した。
10年後の2008年6月24日、復帰戦でジェフ・フェネックと16年ぶりのラバーマッチを行い、判定負け。フェネックも12年ぶりの復帰戦であった。通算戦績は1勝1敗1分となった。

## 獲得タイトル
- 第19代WBC世界フェザー級王座（防衛6度）
- 第17代WBC世界ジュニアライト級王座（防衛10度）
- 第20代WBC世界ジュニアライト級王座（防衛1度）